# Heinrich Danzebrink
Heinrich Danzebrink (* 2. Januar 1899 in Prüm; † 15. Oktober 1964 in Koblenz) war ein deutsch-französischer Jurist und saarländischer Politiker.

## Leben
Nach seinem Studium der Rechtswissenschaft in Köln begann Danzebrink 1927 eine Tätigkeit am Verwaltungsgericht für Sozialversicherung und Kriegsopfer in Düsseldorf. 1931 wechselte er als Regierungsrat nach Münster, wurde aber 1933 auf Betreiben der NSDAP als engagierter christlicher Gewerkschafter wegen „politischer Unzuverlässigkeit“ abgesetzt. Zwischen 1933 und 1935 arbeitete für die Regierungskommission des Völkerbundes in Saarbrücken. Nach der Eingliederung des Saarlandes in das Deutsche Reich emigrierte Danzebrink 1935 nach Frankreich und ging noch im selben Jahr zum Studium am Institut für Höhere Internationale Studien nach Genf.
Nachdem ihm das NS-Regime die deutsche Staatsbürgerschaft aberkannt hatte, nahm Danzebrink im Jahre 1938 die französische Staatsbürgerschaft an und trat 1939 in die französische Armee ein. 1943 wurde er von der Gestapo in Lyon verhaftet, konnte aber fliehen. Von 1943 bis 1945 arbeitete er als Lehrer in Chambéry in Savoyen. Nach dem Ende des Zweiten Weltkrieges kehrte er in das Saargebiet zurück und wurde zunächst Leiter der innenpolitischen Abteilung des Regierungspräsidiums, am 15. September 1946 Leiter des Wirtschafts- und Verkehrsressorts in der Verwaltungskommission. Am 14. Oktober 1947 wurde er für die Christliche Volkspartei des Saarlandes (CVP) zum Mitglied des ersten Landtags des Saarlandes. Am 8. Januar 1949 schloss ihn die CVP-Landtagsfraktion aus, und am 30. Juni 1949 wurde ihm das Mandat durch den Landtag wegen fehlender saarländischen Staatsbürgerschaft aberkannt. Zuletzt arbeitete er als Regierungsrat in Münster.

## Wirken
Mehrfach geißelte Danzebrink als Landtagsabgeordneter in flammenden Reden die „Scheinautonomie der Saar“ sowie Ausweisungen durch die französische Besatzungsmacht. Nach einer Protestrede gegen die Ausweisung von Pfarrer Franz Bungarten wurde ihm der Zutritt zum Parlament auf Anweisung des Landtagspräsidenten durch die Polizei verweigert. Während sich die CVP und Ministerpräsident Johannes Hoffmann für eine engere politische Anbindung an Frankreich aussprachen, gehörte Danzebrink zu einer parteiinternen Opposition gegen das Saarstatut, zu der vor allem der Gewerkschaftsflügel der CVP zählte. Man wollte eine engere Anbindung an das Nachbarland verhindern und lehnte auch die Kontrolle der saarländischen Wirtschaft durch die Franzosen ab. Der Konflikt mit Ministerpräsident Johannes Hoffmann und dem französischen Hochkommissar Gilbert Grandval eskalierte und führte schließlich zum Ausschluss Danzebrinks aus der CVP-Fraktion und dem Entzug des Landtagsmandats wegen der fehlenden saarländischen Staatsangehörigkeit.